# یواس‌اس هنکاک (۱۷۷۵)
یواس‌اس هنکاک (۱۷۷۵) (به انگلیسی: USS Hancock (1775)) یک کشتی بود که طول آن ۶۰ فوت (۱۸ متر) بود.